# Sa'diniso Hakimova
Sa'diniso Hafizovna Hamikova (20 de diciembre de 1924-12 de octubre de 2015), también conocida como Sofia o Safia Hakimova, fue una obstetra y ginecóloga de Tayikistán.

## Biografía y carrera
Hamikova nació en el pueblo de Puledon, en Konibodom. En 1943 se graduó en el Instituto Estatal de Medicina de Tayikistán; dos años más tarde fue considerada una Contribuyente Distinguida de la Salud por la Unión Soviética. Al año siguiente trabajó como interna en los hospitales regionales de Kulob y Qurghonteppa. En 1946 comenzó a estudiar Obstetricia y Ginecología en la Academia de Ciencias Médicas de la URSS de Moscú;  en 1950 defendió su tesis y en 1953 se unió al Partido Comunista de la Unión Soviética. Recibió su título de grado en 1958 y en dicho año se convirtió en líder de la división de salud de Qurghonteppa. En 1962 obtuvo el título de profesora universitaria y se unió a la Academia de Ciencias Médicas de la URSS en 1969. En 1980 fue nombrada jefa del departamento de Obstetricia y Ginecología en el Instituto Estatal de Medicina de Tayikistán; además, dirigió el Instituto de Investigación para el Bienestar de las Madres y los Niños. También fundó y dirigió el Instituto de Investigación de Obstetricia, Ginecología y Pediatría.
Hamikova fue obligada a renunciar al Partido Comunista en abril de 1990 por presiones internas. Alarmada por la guerra civil en su país, en 1993 renunció a sus cargos y abandonó Tayikistán. En 1999 publicó el libro Zalozhniki Imperii (Rehenes del Imperio), en el que se cuenta la historia del exterminio de los tayikos por parte de la Unión Soviética. Más adelante regresó a su tierra para mejorar la salud de mujeres y niños en el Valle Rasht.
Hamikova falleció en 2015 en Dusambé.

## Investigación y reconocimiento
Como investigadora, Hamikova estudió la regularización de las funciones de las glándulas endócrinas durante el nacimiento, especialmente en lo que se refiere a las hormonas. Otro de sus trabajos se relaciona con el efecto de la altura en el desarrollo de los órganos reproductivos y la menor presencia de sangre en las mujeres embarazadas. Entre sus publicaciones médicas, está Osnovi endokrinologicheskoi ginekologii (Bases para el estudio científico de la endocrinología en las enfermedades de la mujer, junto a Zh. Makin, Moscú, 1966).
Reconocida como Contribuyente Científica Destacada de Tayikistán en 1968, recibió numerosos premios en su carrera, entre los que se cuentan la Orden de la Insignia de Honor, la Orden Honoraria del Presídium del Sóviet Supremo de la Unión Soviética de Tayikistán, la Orden de la Amistad de los Pueblos y la Orden del Comité de Mantenimiento de la Paz.